# Mehrdeutigkeit

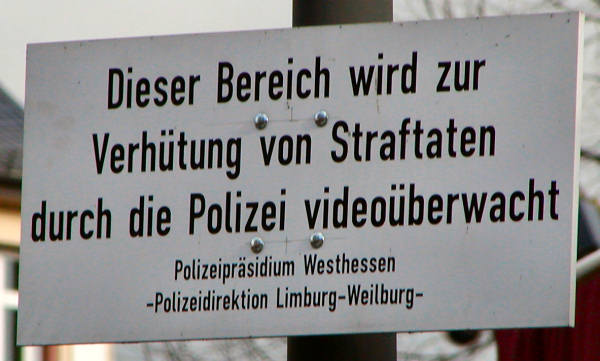
Doppeldeutig: Straftaten durch die Polizei? –
Schild am Bahnhofsvorplatz in Limburg, Dezember 2004

Von einer Mehrdeutigkeit oder einer Ambiguität (von lateinisch ambo ‚beide‘; ambiguus ‚zweideutig‘, ‚doppeldeutig‘, ‚mehrdeutig‘, ‚uneindeutig‘; ambig), seltener auch einer Amphibolie (von altgriechisch ἀμφιβολία ‚Zweifel‘, ‚Zweideutigkeit‘, ‚Doppelsinn‘), spricht man, wenn ein Zeichen mehrere Bedeutungen hat. Bei nur zwei Bedeutungen spricht man auch von Doppeldeutigkeit oder Zweideutigkeit. Zu den Mehrdeutigkeiten gehören auch manche Anspielungen, darunter die Frivolität oder Anzüglichkeit.
Mehrdeutigkeit ist ein Charakteristikum von Zeichen, vor allem von sprachlichen Zeichen. Sie entsteht, wenn ein Zeichen auf verschiedene Weise interpretiert werden kann. Ein Vexierbild zum Beispiel ist mehrdeutig, wenn es als mindestens zwei verschiedene Bilder gedeutet werden kann. Sprachliche Zeichen unterschiedlicher Komplexität können mehrdeutig sein: Wortteil (wie die Vorsilbe in Untiefe), Wort, Ausdruck, Wendung, Satz, Äußerung.

## Sprachliche Mehrdeutigkeit
Die Mehrdeutigkeit sprachlicher Zeichen kann ein Mangel sein, den es zu vermeiden oder (etwa durch Disambiguierung) zu korrigieren gilt. Dies gilt zum Beispiel für Gesetzestexte, wissenschaftliche Arbeiten oder Anwendungen formaler Sprachen.
Sie kann aber auch ein gewollter Effekt und als solcher ein Stilelement sein. Dies gilt zum Beispiel für lyrische Texte, für satirische Texte und für bestimmte psychologische Interventionen. Viele Witze, Kalauer und witzige Äußerungen basieren auf mehrdeutigen Ausdrücken, oft mit sexuell anzüglicher Konnotation. Der Lacher entsteht beim Erkennen der Mehrdeutigkeit.
Eines der schwierigsten Probleme bei der automatischen Verarbeitung natürlicher Sprachen ist es, die Mehrdeutigkeit sprachlicher Zeichen auf eine Interpretation hin aufzulösen. Menschen gelingt dies – ebenso wie die Unterscheidung zwischen gewollter und ungewollter Mehrdeutigkeit – leicht. Sprachverarbeitende Programme scheitern noch oft daran.
Absichtlich mehrdeutige Texte und Äußerungen (Lyrik, Witze, psychotherapeutische Interventionen) lassen sich oft nicht adäquat übersetzen, wenn die Wörter oder Satzkonstruktionen in der Zielsprache nicht mehrdeutig sind oder mit anderen Zweitbedeutungen als in der Ausgangssprache.

### Mehrdeutigkeit lexikalischer Zeichen
Manche Mehrdeutigkeit lexikalischer Zeichen beruht auf Polysemie: Durch Ausdifferenzierung im Gebrauch eines sprachlichen Ausdrucks entstehen mehrere Bedeutungen oder Lesarten, z. B. Schimmel (Pferd oder Pilz). Man sagt, dieser Ausdruck sei polysem.
Bei der Mehrdeutigkeit von Wörtern wird eine Polysemie von einer zufälligen Mehrdeutigkeit unterschieden, der Homonymie.
Zum Auflösen der lexikalischen Mehrdeutigkeit ist die Syntax oder die Semantik erforderlich. Manche lexikalischen Mehrdeutigkeiten lassen sich nur mit Hinzunahme der Pragmatik auflösen.
- „1916 erkrankte Maurice Ravel an der Ruhr.“ (Mehrdeutigkeit des lexikalischen Zeichens Ruhr)

Da Ruhr sowohl eine Krankheit als auch einen Fluss bezeichnet, wären folgende Möglichkeiten denkbar:
1. Ravel litt an einer Durchfallerkrankung namens Ruhr.
2. Ravel erkrankte an einem nicht näher bestimmten Leiden; dies geschah am Fluss Ruhr.

Hier wird jedoch die richtige Bedeutung durch den historischen Zusammenhang geklärt werden, da sich Ravel 1916 an der Front befand, die weit entfernt von der Ruhr lag. Für dieses Beispiel erfolgt die Auflösung der lexikalischen Mehrdeutigkeit Ruhr mittels der Pragmatik.
Ein häufiger Fall lexikalischer Ambiguität ist die Prozess-Resultat-Ambiguität (auch: Akt-Objekt-Ambiguität genannt), bei der ein einzelnes Substantiv ebenso eine Handlung (als Nomen Actionis) wie das Ergebnis der Handlung (als Nomen Acti) bedeuten kann. So bei vielen Wörtern mit der Endung -ung. Das Wort Entscheidung kann zum Beispiel [1] den Vorgang des Sich-Entscheidens oder auch [2] das Ergebnis des Sich-Entscheidens, das Entschiedene bedeuten. – Selbst dort, wo es ein eigenes Wort für eine der beiden Bedeutungen gibt, wird dieses für die andere benutzt: Das Wort Fragestellung steht oft für Frage, Zielsetzung steht oft für Ziel.

„Dieser Wahnsinn der deutschen Sprache, so viele Termini zu besitzen, die sowohl den Akt als auch das Resultat des Aktes bezeichnen, stiftet auf der einen Seite so viel Verwirrung und generiert auf der anderen Seite spekulative Systeme wie den deutschen Idealismus oder wie die tiefgründigen Reflexionen des späten Wittgenstein `Über Gewissheit´.“

Hierher gehören Sätze mit Wörtern, die entgegengesetzte Bedeutungen haben können (siehe Januswort):
- „abdecken“ (etwas zudecken oder die Abdeckung von etwas entfernen)
- „bedingen“ (voraussetzen oder zur Folge haben),
- „erlassen“ (einen Strafbefehl erlassen oder eine Strafe erlassen),
- „grundsätzlich“ (immer oder in der Regel, also nicht immer),
- „sanktionieren“ (billigen oder mit Strafe belegen, siehe auch Juristische Fachsprache#Abweichungen von der Standardsprache),
- „übersehen“ (vollständig im Blick haben oder nicht bemerken),
- „Untiefe“ (bei Seeleuten flache Stelle, sonst meist große Tiefe).

Nur schriftlich (nicht gesprochen) gilt das auch für folgenden Satz:
- „Das Auto wird das Hindernis umfahren.“

Hier liegt das Gegenteil der phonologischen Mehrdeutigkeit des lexikalischen Zeichens umfahren vor, nämlich je nach Betonung
1. auf der ersten Silbe: Das Auto weicht nicht aus und fährt das Hindernis um.
2. auf der zweiten Silbe: Das Auto weicht aus und fährt um das Hindernis herum.

### Syntaktische Mehrdeutigkeit komplexer Zeichen
Komplexe sprachliche Zeichen sind syntaktisch mehrdeutig, wenn ihnen mehr als eine syntaktische Interpretation zugeschrieben werden kann. Doch dürften die Beispiele hier vor dem ersten Unterabschnitt meistens eindeutig werden, sobald sie in einem vollständigen Satz stehen.
Die Überschrift Eisprinzessin verzaubert lässt die folgenden Interpretationen zu:
- die Eisprinzessin verzaubert andere Personen, zum Beispiel das Publikum;

- die Eisprinzessin wurde von einer anderen Person verzaubert.

Diese Mehrdeutigkeit lässt sich ohne weitere kontextuelle Hinweise, die zum Beispiel im nachfolgenden Text gegeben werden können, nicht auflösen.
Menschen können meist leicht aus den inhaltlichen Bedeutungen folgern, welche der Möglichkeiten gemeint ist (Schluss von der Semantik auf die Syntax). Sprachverarbeitende Programme scheitern aber oft an dieser Aufgabe. Bei komplexeren Sätzen liefert die syntaktische Analyse oft mehrere Hundert Analysen. Die meisten von ihnen sind höchst unwahrscheinlich, werden aber durch die zugrunde liegende Grammatik gedeckt.
Eine syntaktische Mehrdeutigkeit ergibt sich auch aus der Form „Nominalisierung + Bezug + Substantiv“:
- Das Fühlen der Hand… (das Gefühl des Menschen für seine Hand oder das Gefühl, das die Hand empfindet)
- Das Riechen des Hundes… (ebenso Der Geruch des Hundes…)
- Das Feiern der Mannschaft…
- Das Fahren des Autos…

Alternativ durch die Konstruktion „Substantiv im Plural + Verb im Infinitiv“:
- wilde Tiere jagen (Jagen hier Jäger wilde Tiere oder jagen wilde Tiere ihre Beute?)
- Plakate kleben (Kleben Plakatkleber Plakate an Plakatsäulen oder kleben Plakate durch die Kraft von Plakatkleber an der Säule?)
- Flugzeuge fliegen, Schiffe segeln, Autos fahren

Spezifisch deutsch sind zusammengesetzte Substantive, wobei das erste manchmal im Plural steht und das zweite ein nominalisiertes Verb ist. Dabei bleibt unklar, ob das Verb aktiv oder passiv gebraucht ist.
- Das Bauernopfer (Wird der Bauer geopfert oder bringt er ein Opfer?)
- Der Mauerfall (Fällt die Mauer oder fällt etwas oder jemand von der Mauer?)
- Der Fenstersturz (Stürzt ein Fenster oder stürzt etwas oder jemand aus einem Fenster? Oder ist mit „Sturz“ das stützende Element oberhalb der Fensteröffnung gemeint?)
- Der Bocksprung (Springt jemand über den Bock oder springt der Bock selbst?)

#### Dasselbe Wort in verschiedenen Wortarten
- „Alleen sind nicht gefährlich – Rasen ist gefährlich“[5] (Grünfläche oder schnelles Fahren?)
- Ist das sicher genug? (Reicht die Menge ganz bestimmt aus? oder Ist kein Unfall möglich?)
- „Wohl aber geben Honeckers Zeilen […] Einblick in die Beurteilungswelt, in der sich der lange erste Mann der DDR […] eingerichtet hatte.“ („lange“: Adverb langjährig oder Adjektiv körperlich groß?)[6]

#### Dasselbe Wort in verschiedenen Kasus
- „Die Hunde lieben ihre Schafe ebenso wie ihr Herrchen.“[7]
(Ist „das Herrchen“ zweites Subjekt oder Akkusativ-Objekt?)
- „Herr Blatter ließ Herrn Platini mehrere Millionen Schweizer Franken zahlen.“[8]
(Steht das Objekt „Herrn Platini“ im Dativ, hat dieser empfangen, steht es im Akkusativ, hat er gezahlt.)

Häufigster Fall ist doppeldeutiger Bezug des Verbs zu Subjekt und Objekt: Subjekt, Prädikat, Objekt oder Objekt, Prädikat, Subjekt? Wer wen?
- „Wie viele Deutsche vertragen Schweizer Universitäten?“[9]
- „Haben Sie Hans-Dietrich Genscher und seine Rolle bei der deutschen Einheit beeinflusst?“[10]
- „In der Nato, die Russland nach dem Fall der Berliner Mauer über sehr viele Jahre nicht als Bedrohung eingestuft hatte, ist Putins Vorgehen genau analysiert worden.“[11] (Relativpronomen im 1. oder 4. Fall?)
- Die Entdeckungen, die die Erfindungen bewirken, ...

#### Verschiedene Zusammenfassung ergibt verschiedenen Sinn
Die deutsche Sprache ist nicht assoziativ.
- „Der brave Mann denkt an sich selbst zuletzt.“
(Schiller, Wilhelm Tell: erst zuletzt an sich selbst oder sogar zuletzt [nur] noch an sich selbst?)
- „Debatte über die Jugendkriminalität im Bundestag. Hamburgs Justizsenator verteidigt sich!“[12]
(Jugendkriminalität im Bundestag oder Debatte im Bundestag?)
- „[…] die neue Wissenschaftsministerin […] muss den 14 Hochschulen Sachsens harte Strukturreformen abringen, für die es jedoch im Erfolgsfall keine Stellenkürzungen und Planungssicherheit bis ins Jahr 2025 geben soll.“[13]
(Planungssicherheit oder keine?)
- Mädchenhandelsschule (Mädchenhandel?)
- Bauernleberwurst (Bauernleber?)

#### Doppeldeutigkeit durch überzogene Kürze
- „Im Stadtzentrum seiner Wahlheimat Troisdorf steht zur Erinnerung ein Original-Boot, aus dem Rupert Neudeck 1982 vietnamesische Flüchtlinge vor dem Ertrinken rettete.“[14]
(im Jahre 1982 oder 1982 Flüchtlinge?)
- „Zwar scheiterte er bereits an einer Grundvoraussetzung, nämlich die für die Kandidatur notwendigen 6000 Unterstützungserklärungen beizubringen – doch hätte er sie vorweisen können, wäre sein Wahlvorschlag von der Wahlbehörde gewiss unter Berufung auf die seit 1919 geltenden ‚Habsburger-Gesetze‘ abgelehnt worden.“[15]
(gemeint sein dürfte „doch wenn er sie hätte vorweisen können, dann wäre sein Wahlvorschlag …“,
aber möglich ist auch: „doch hätte er sie dann vorweisen können, wenn sein Wahlvorschlag […] abgelehnt worden wäre“.)
- „Die Türkei […] versuchte man im Herbst einzufangen: Visafreiheit, neuer Schwung für den Beitrittsprozess und drei Milliarden Euro gegen striktere Grenzkontrollen.“[16]
(Milliarden zur Verhinderung strikter Kontrollen oder als Gegenleistung?)

#### Doppeldeutigkeiten wegen der Reform der deutschen Rechtschreibung von 1996
- Viele Menschen fürchten nicht geliebt zu werden.
(Man darf jetzt das klärende Komma vor oder hinter „nicht“ weglassen.)
- Sie befahlen uns zu töten. (Komma vor oder hinter „uns“?)

### Semantische Mehrdeutigkeit komplexer Zeichen
Manchen komplexen Zeichen können mehrere Bedeutungen zugeordnet werden.
- Ein Fräulein ist eine Frau, der zum Glück der Mann fehlt.
(„zum Glück“ ist doppeldeutig: „glücklicherweise“ oder „zum Glücklichsein“)
- Fluggäste ärgern sich über Gebühr.
(über eine neue Gebühr oder mehr, als sich gebührt?)

Der Unterschied in der Bedeutung kann auch aufgrund der Reichweite („Skopusambiguität“) von Quantoren wie „jeder“, „alle“ oder „einige“ entstehen:
- Jeder Mann liebt eine Frau.

1. Für jeden Mann gilt, dass er (mindestens) eine Frau liebt. (In der Fachsprache der Mathematik gilt nur diese Bedeutung.)
2. Es gibt eine Frau, die von allen Männern geliebt wird.
3. Es gibt genau eine Frau, und alle Männer lieben sie. (Sonderfall des vorigen Falles)

#### Bildliche Bedeutung neben wörtlicher
- Ein Chirurg zum anderen: „Ich schneide bei meinen Patientinnen ganz gut ab.“[17]
(ich bin beliebt oder ich schneide viel weg)
- „UNHCR lässt Roma und Sinti hängen“[18]
(lässt sie im Stich oder lässt sie aufhängen)
- Wer anderen allzu tief in den Hintern kriecht, muss sich nicht wundern, wenn er ihnen zum Halse heraushängt.
(Übertragene Bedeutung: Wer dienert, wird leicht lästig.)
- Was ist der Unterschied zwischen Knete und Kohle? Kohle braucht man, damit der Schornstein raucht, aber mit Knete kann man gestalten.
(Knete und Kohle stehen umgangssprachlich für Geld, und der Schornstein raucht, wenn man das Nötige zum Leben hat.)

und manche Sprichwörter:
- „Kein Fuchs stiehlt dicht bei seinem Bau.“
(Kein schlauer Mensch stiehlt nahe seiner Wohnung; wer fremdgeht, tut das woanders.)

#### Doppeldeutigkeiten wegen der Rechtschreibreformen ab Juli 1996
Durch neu zugelassene, wahlfreie Getrenntschreibungen (von denen manche vorher als veraltet galten) entsteht das Gegenteil der phonetischen Mehrdeutigkeit: Manche Sätze werden schriftlich mehrdeutig und sind nur gesprochen – durch Betonung – eindeutig. Die möglichen Bedeutungen werden also nicht mehr durch die Schreibweise unterschieden. Das mag geringfügig bequemer für den Schreiber sein, ist aber eine Erschwerung fürs Lesen. Wer vorliest, muss nun erst aus dem Zusammenhang die Bedeutung erschließen und danach die Betonung bestimmen. „Einer muss sich plagen, der Schreiber oder der Leser“, sagt Wolf Schneider. In der Praxis wird diese Schwierigkeit noch dadurch verschärft, dass Laien nach einem Blick in den Duden die Schreibweisen als synonym und äquivalent oder gar die getrennte Schreibung als alleingültige missverstehen.
- Eine Hand voll Teeblätter mit kochendem Wasser übergießen.
(Wer möchte dafür seine Hand hinhalten? – „Eine Handvoll“ als ungefähre Mengenangabe wird auf Hand betont. „Eine Hand voll“ mit der Bedeutung Hand mit Inhalt hat etwa gleichen Ton auf Hand und voll.)
- Er ist ein viel versprechender junger Politiker.[20]
(Früher schrieb man für Hoffnung weckend nur „vielversprechend“, „viel versprechend“ dagegen nur für viele Versprechungen machend – seit der „Reform der Reform“ wird es in dieser Bedeutung wieder zusammen geschrieben.)
- „Die finanzielle Situation von Langzeitarbeitslosen soll verbessert werden. […] Selbst genutzte Immobilien sollen nicht mehr angerechnet werden.“[21]
(Selber genutzt oder Sogar?)
- „Aber egal, was wir anstellten. Wir haben es immer wieder gut gemacht.“[22]
(War der Schabernack gekonnt? Vermutlich auch; gemeint war wohl eher „Schäden gutgemacht“.)
- Er hat das Radio kaputt gekriegt.
(Hat er es kaputtgekriegt [durch Fummeln beschädigt, Ad-hoc-Kompositum nach Bedarf] oder schon in defektem Zustand bekommen?)
- Hallo, Chefchen! – Der so genannte General verließ wutschnaubend den Raum.
(Ist er kein echter General, oder ist er verärgert, weil er so, nämlich „Chefchen“, genannt wurde?)
- Das dürfte allen wohl bekannt sein.
(Ist es allen „wohlbekannt“, d. h. sehr bekannt, oder „vermutlich bekannt“?)
- Seeräuber sind hier zu Lande selten.
(Im Staate oder auf dem Trockenen?)

Die Reform hat sogar perfekte Texte extrem sorgfältiger Autoren nachträglich doppeldeutig gemacht:
- „Auch diese [Vorfrage] löst er [der Aufsatz] nicht; er sucht gleichsam […], um sie […] erst richtig stellen zu lernen.“[23] (nicht die Bedeutung des damaligen Verbs richtigstellen)

Weitere Mehrdeutigkeiten ergeben sich aus der Abschaffung früherer Schreibungen sowie aus der Einführung der Großschreibung einiger Nicht-Nomen:
- Schillers berühmtes Gedicht wurde amtlicherseits geändert in: „Es lagerten sich die gräulichen Katzen“.
(Schiller meint die greulichen [= gräßlichen] Katzen, nicht die gräulichen [graufarbigen] Katzen. Das Wort mit „eu“ ist amtlicherseits verboten, wird aber z. B. von der Frankfurter Allgemeinen Zeitung noch verwendet. In Schuldiktaten gilt es als Fehler.)
- Im Allgemeinen sind wir weitergekommen, aber an den Einzelheiten müssen wir noch arbeiten.
(Sind wir allgemein [adverbial] weitergekommen, oder sind wir mit dem Allgemeinen weitergekommen? Unreformiert wird die erste Variante klein geschrieben, da es sich nicht um ein substantiviertes Adjektiv handelt. Die Kleinschreibung ist amtlich verboten, wird jedoch von der Schweizer Orthographischen Konferenz [SOK] empfohlen.)
- Wir haben den Haufen fast sortiert, aber im Übrigen ist noch Essbares zu finden.
(Ist übrigens [adverbial] noch etwas zu finden, oder ist in dem Übrigen noch etwas? Unreformiert wird die erste Variante klein geschrieben, da es sich nicht um ein substantiviertes Adjektiv handelt. Die Kleinschreibung beim adverbialen Gebrauch ist amtlich verboten, wird jedoch von der SOK empfohlen.)
- Soll ich ihn als Nächsten ansehen?
(Ist er der nächste in der Reihe der anzusehenden Personen, oder soll ich ihn im neutestamentlichen Sinne als „meinen Nächsten“ ansehen? Unreformiert ist dies problemlos unterscheidbar, da „als nächster“ als Reihenfolge klein geschrieben wird.)

### Phonologische Mehrdeutigkeit – und ihr Gegenteil
Von phonologischer Mehrdeutigkeit (Homophonie) spricht man, wenn Wörter oder Wortfolgen mündlich ausgesprochen gleich klingen. Beispiele:
- Sicherheitsventil / Sicherheizventil
- Frucht-Bar / fruchtbar
- Im Urwald kann man wilde Grillen sehen. / Im Urwald kann man Wilde grillen sehen.
- Der Gefangene floh. / Der gefangene Floh / Der Gefangene [namens] Flo (Kurzform zu Florian)

Phonologische Ambiguitäten gibt es nicht nur in der Standardsprache:
- „kennet se…“ ist schwäbisch für „können Sie…“ und „kennen Sie…“ (Kontext: „kennet se mol…“ oder „kennet se den…“).
- Bären und Beeren werden in vielen Umgangssprachen gleich ausgesprochen (vgl. Käpt’n Blaubär).
- Hemmer (= Hemden), Hämmer (= Hämmer) und hemmer (= haben wir): Dazu das im Hessischen beliebte Wortspiel: „Hedder Hemmer?“ – „Nå, Hemmer hemmer kå, awwer Hämmer hemmer.“ (= „Haben Sie/habt ihr Hemden?“ – „Nein, Hemden haben wir keine, aber Hämmer haben wir.“)

Bei jedem der folgenden Beispiele hängt die Mehrdeutigkeit auch mit unterschiedlicher Deutung der syntaktischen Struktur ab.
- Lieber ARM dran als Arm ab. (Arm dran oder arm dran)
- Männer standen an den Hängen und PIS(S)TEN.
- Er hat in Havanna LIEBE GENOSSEN. (liebe Genossen oder Liebe genossen)

Umgekehrt ist manches Beispiel in diesem Artikel nur geschrieben mehrdeutig; wer vorliest, muss sich für eine Bedeutung entscheiden. Dies kann zum Beispiel an unterschiedlichen Betonungsstellen liegen:
- Sie sollen den Polizisten umfahren und nicht umfahren.
- „Der brave Mann denkt an sich selbst zuletzt.“[24] (an sich als Letztes oder an sich – selbst zuletzt)

### Bereichsmehrdeutigkeit: doppeldeutige Bezüge
Von einer Bereichsmehrdeutigkeit (Skopusambiguität) spricht man, wenn man aus dem linguistischen Zusammenhang nicht schließen kann, auf welchen Bereich sich ein Wort oder eine Wortfolge bezieht.
Beispiele:
- Man kann Wasser trinken, man kann es auch lassen.
(Man kann Wasser lassen oder das Trinken bleiben lassen.)
- Alte Mönchsregel: Wenn deine Augen eine Frau erblicken, schlage sie nieder.
Die Doppeldeutigkeit des Bezugs von „sie“ entsteht, weil das Wort „sie“ semantisch ein Femininum im Singular (wie „Frau“) oder einen Plural (wie „Augen“) bezeichnen kann.
- „China lässt die meisten Menschen hinrichten“[25]
(die meisten Menschen im Lande oder mehr Menschen, als andere Regierungen hinrichten lassen?)
- Zeichnen Sie ein Bild von sich, nackt.
(Der Zeichner soll beim Zeichnen nackt sein oder der Zeichner soll auf der Zeichnung nackt gezeichnet werden.)
- Betrachte dich als Kind.
- Peter fuhr seinen Freund sturzbetrunken nach Hause.
- Ich traf den Sohn des Nachbarn mit dem Gewehr.

Ein Sonderfall ist die Hypallage.

### Orthografische Ambiguität

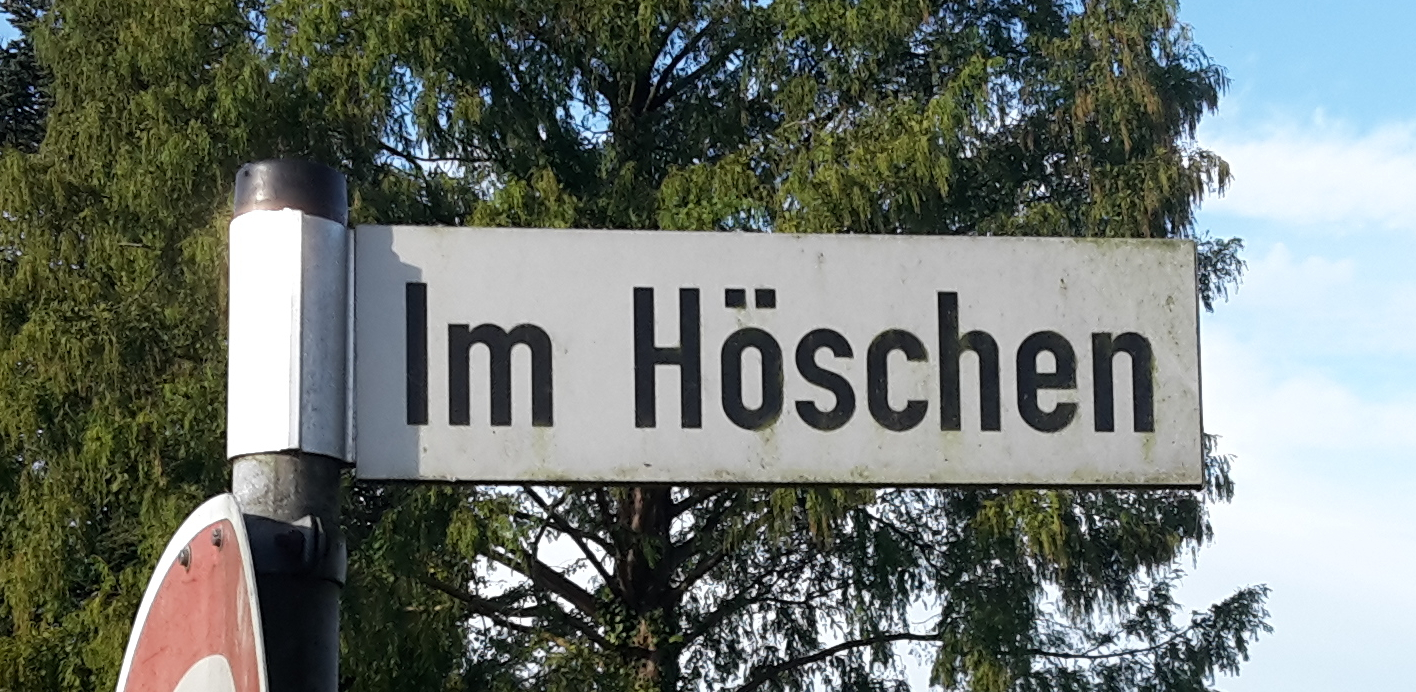
Der Halstenbeker Straßenname „Im Höschen“ (Hö-schen) (IPA: [ˈhœʃn̩]) kann auch als „Hös-chen“ (IPA: [ˈhøːsçən]) gelesen werden.

Manche Buchstabenfolgen können als unterschiedliche Wörter verstanden werden. Ohne gesprochenes Äquivalent und ohne den Kontext eines Satzes ist unklar, was gemeint ist:
Beispiele:
- Wachstube: die Stube einer Wache oder eine Tube, in der Wachs aufbewahrt wird; bei Benutzung des langen s – ſ – wird das Wort eindeutig;
- Gelbrand: gelber Rand oder Brand eines Gels;
- Tonerkennung: die Kennung eines Toners oder das Erkennen von Tönen;
- Lachen: mehrere Pfützen oder eine menschliche Lautäußerung wie Gelächter;
- Druckerzeugnis: Gedrucktes oder Zeugnis für einen Drucker.
- in Massen: mäßig oder massenhaft, nur in der Schweiz; bei Benutzung des Eszett – ß – wird das Wort eindeutig;
- in Maßen serviert (nur in Bayern: mäßig oder in Maßkrügen?)

Solche Mehrdeutigkeiten werden manchmal für Rätsel genutzt.

### Pragmatische Mehrdeutigkeit
Einer Äußerung, die syntaktisch und semantisch eindeutig ist, können in einem Sprechakt mehrere Bedeutungen zugeordnet werden. So kann die Äußerung „Das ist aber kalt hier“ mit den folgenden Sprechakten verbunden sein:
- Feststellung: Der Sprecher sagt etwas über die relative Temperatur am Ort aus.
- Aufforderung: Der Sprecher möchte, dass ein Zuhörer ein Fenster schließt, die Heizung anstellt etc.
- Klage über einen als negativ empfundenen, aber nicht zu ändernden Zustand.

Mehrdeutigkeiten dieser Art werden in der Sprechakttheorie betrachtet, insbesondere im Vier-Seiten-Modell von Friedemann Schulz von Thun, wonach jede Aussage vier Aspekte hat:
- Sachseite: Aussage über exakte Fakten, frei von Wertungen;
- Selbstoffenbarung: Aussage über eine subjektive Interpretation der Aussage bezüglich der aussagenden Person;
- Beziehungsseite: Aussage bezüglich des Gesprächspartners und der Beziehung zu ihm;
- Appell: Aufforderung.

Die vier Seiten anhand des obigen Beispiels:
- Sachseite: Die Temperatur wird von der aussagenden Person als kühl empfunden.
- Selbstoffenbarung: „Ich bin sensibel.“
- Beziehungsseite: „Du siehst ja nicht einmal, dass ich friere!“
- Appell: „Bitte drehe die Heizung etwas höher.“

### Verwandtes

#### Mehrdeutigkeit durch Vagheit
Ausdrücke können quantitativ unbestimmt sein, etwa bald, ein paar. – Während die Polysemie aufgelöst wird, wenn eine Äußerung vom Adressaten interpretiert wird, ist dies bei quantitativer Vagheit nicht immer der Fall.
Vage mit einem Spektrum einander ähnlicher Bedeutungen sind manche Wörter wie „ausgehen“ in der Wendung „Ich gehe davon aus, dass …“: Wer diese wählt, lässt offen, ob er befürchtet, behauptet, denkt, den Eindruck gewonnen hat, empfiehlt, erbittet, erwartet oder in solcher Erwartung handelt, feststellt, folgert (schließt), gefasst ist auf, sich gefasst macht auf, handelt als ob, hofft, rechnet mit, schätzt, sich verlässt auf, unterstellt, vermutet, vertraut auf, voraussetzt, für wahrscheinlich hält – oder ähnlich.

#### Pseudoambiguität: falscher Zwischensinn
Während der Analyse eines Satzes eröffnen sich mehrere Möglichkeiten der Interpretation, die am Ende des Satzes aber auf eine einzige reduziert werden, siehe Holzwegeffekt. Wolf Schneider spricht von falschem Zwischensinn. Solche Sackgassen führen Hörer und Leser in die Irre und sollten vermieden werden, wenn sie nicht Teil eines Sprachspiels sind. (Im Englischen nennt man sie garden path sentences.)

#### Eine Bedeutung beabsichtigt, eine andere steht da
Dieser Abschnitt ist eine Zugabe; die Sätze sind nicht im engeren Sinne mehrdeutig. Kursivsatz soll hier leichterem Verständnis dienen.
- „Wegen einer mit Strafe bedrohten Handlung darf ein Abgeordneter nur mit Genehmigung des Bundestages zur Verantwortung gezogen oder verhaftet werden, es sei denn, daß er bei Begehung der Tat oder im Laufe des folgenden Tages festgenommen wird.“
(Artikel 46 Absatz 2 Grundgesetz für die Bundesrepublik Deutschland: Darf ein Abgeordneter am Abend des Tattages etwa nicht festgenommen werden?)
- Überschrift im Jahre 2012: „Bis 2015 soll niemand mehr an Malaria sterben“; Textbeginn: „Jede Minute stirbt in Afrika ein Kind an Malaria.“[27]
(Gemeint ist: Bis 2015 soll erreicht werden, dass danach niemand mehr an Malaria stirbt.)
Ebenso im März 2017: „Bis 2030, so das Ziel der Grünen, sollen keine Autos mit Verbrennungsmotor mehr vom Band laufen.“[28]
- „Hier dürfen Sie Ihren Hund frei laufen lassen. Alle anderen Wege und Flächen dürfen nur mit kurz angeleinten Hunden betreten werden.“
(Schild an der Hundewiese in der Rheinaue Bonn zur Bundesgartenschau 1979: Darf man ohne Hund in die Rheinaue?)
- „Er starb an vergifteten Feigen, die er besonders gerne aß.“[29]
(Eine Hypallage: Er aß Feigen gern, natürlich keine vergifteten.)

## Narrative (literarische) Ambiguität
In ihrer Dissertation The Concept of Ambiguity, the Example of James (1977) definiert Shlomith Rimmon Ambiguität als Konjunktion exklusiver Disjunktionen – einfacher gesagt: das Nebeneinander von Möglichkeiten, die einander ausschließen. Sie unterscheidet dabei zwischen verbaler und narrativer Ambiguität. Wenn ein sprachlicher Ausdruck unterschiedliche Bedeutungen umfasst, die einander ausschließen, spricht sie von verbaler Ambiguität. Auf höherer Ebene ist die narrative Ambiguität angesiedelt. Der Prozess des Lesens, so Rimmon, umfasst das Sammeln von Daten und das Bilden von Hypothesen. Wenn beim Lesen mehr als eine Hypothese entstehe und diese einander ausschlössen, handele es sich um einen Fall narrativer Ambiguität. In ihrer Analyse von Erzählungen wie The Figure in the Carpet oder The Turn of the Screw arbeitet Rimmon heraus, wie James die Fährten für zwei gleichwertige, einander widersprechende Leseweisen ausgelegt hat (Gibt es das Muster im Teppich oder den Schlüssel im Werk? Gibt es Geister oder gibt es sie nicht?).
Eine anschauliche Analogie zur literarischen Ambiguität sind Vexierbilder wie der Necker-Würfel: Bilder, die zwar mehr als eine Perspektive enthalten, welche aber nicht gleichzeitig, sondern immer nur alternierend betrachtet werden können.
Doppeldeutigkeit im Sinne einer Koexistenz von Antinomien ist der Kern von Thomas Manns Kunstauffassung. Am 13. Oktober 1953 hält er im Tagebuch fest: «Heitere Ambiguität im Grunde mein Element.» Sein heiterer Ironiebegriff toleriert Konflikte und versöhnt das Entweder-oder zu einem Sowohl-als-auch. Dieses Geltenlassen bedeutete ihm Objektivität: «Ironie aber ist immer Ironie nach beiden Seiten hin».

## Mehrdeutigkeit in sozialen und psychologischen Situationen
Auch soziale Situationen können mehrdeutig oder ambivalent sein (siehe Konflikt). Mehrdeutige Situationen werden auch als komplexe Probleme bezeichnet. Sie entstehen in sozialen Kontexten durch das Aufeinandertreffen heterogener Präferenzen. Dies erschwert das Handeln. Untrainierte Beteiligte neigen in mehrdeutigen Situationen teils zu Verhaltensweisen, die der Situation nicht gerecht werden, bspw. Fluchtverhalten. In mehrdeutigen Situationen zu handeln, kann erlernt werden (Verbesserung der Handlungskompetenz). Dafür ist es hilfreich die Situation möglichst präzise wahrzunehmen und zu bewerten (kognitiver Aspekt). Die Zukunftsforschung liefert hierzu Herangehensweisen. Betroffene müssen die mehrdeutige Situationen aushalten können, um eine befriedigende Lösung zu finden (emotionaler oder affektiver Aspekt). Hierbei spricht man von Ambiguitätstoleranz. Dann können problemorientierte Lösungen gefunden werden. Im Design Thinking wird diese Mehrdeutigkeit der Situationen explizit gesucht, um innovative Lösungen zu entwickeln.